# Quenta Noldorinwa
Quenta Noldorinwa, también conocido como el Quenta o Pennas-na-Ngoelaidh, es la segunda versión de El Silmarillion, de J. R. R. Tolkien, escrita en 1930, tras un primer esbozo de la mitología escrito en 1926.
Esta segunda versión de El Silmarillion es la única completa del legendarium que Tolkien terminó durante su vida y cuyos textos se encaminan hacia la forma final de la historia. Es por esto que esta versión no difiere de forma significativa de El Silmarillion finalmente publicado. 
No obstante, muchos de los nombres cambiarían y algunas partes de la historia se modificarían en la versión final, pero la historia de los mitos y leyendas de la Primera Edad del Sol, en general, permanecería bastante inalterada.
La narración empieza como la breve historia de los Noldoli o Gnomos (que era como se conocía a los Noldor en las primeras versiones del legendarium de la Tierra Media) que escribió Eriol de Leithien (Ælfwine) en el Libro Dorado, que los Eldar llaman Parma Kuluina, y que estos custodiaban y mantenían en la Casa de las Cien Chimeneas en Tavrobel, en Tol Eressëa.